# Contranyada
La contranyada és el fenomen fisiològic que fa que un vegetal vivaç o perenne tingui una alternança marcada en la producció.
L'any de gran producció, els mecanismes hormonals fan que es redueixi la inducció floral i, per tant, la temporada següent hi haurà menys flors i, per consegüent, menys producció.
Entre els arbres forestals, alguns pins presenten una màxima producció de pinyons cada 3 o 5 anys, i es considera que això és una possible adaptació a la pressió dels depredadors de llavors.
Tots els arbres fruiters són susceptibles de patir el fenomen de la contranyada, però és molt evident en l'olivera, on aquestes oscil·lacions marcades s'observen fins i tot en les estadístiques de producció.
A nivell agronòmic, aquesta tendència alternant es combat a base d'una esporgada racional, l'aclarida dels fruits i el control de l'adob, que s'incorpora evitant incrementar la fertilització els anys que hi ha hagut molta producció per no agreujar la contranyada.